# Сакураи, Ацуси
Ацуси Сакураи (яп. 櫻井敦司 Сакураи Ацуси, 7 марта 1966, Фудзиока, Гумма — 19 октября 2023, Йокогама) — японский певец и музыкант, прежде всего известный, как вокалист j-rock-группы BUCK-TICK, бывший ударником с 1983 по 1985 год до появления в составе Толла Ягами. Наравне с другим исполнителем Ёсики Хаяси и его X JAPAN считается основателем стиля visual kei. На своём разнообразном творческом пути Сакураи участвовал в самых разных проектах — таких, как Schwein, активно сотрудничая с представителями западной сцены: участником немецкой группы KMFDM Сашей Конецко, выпустившим альбом Schweinstein, а также индастриал-музыкантом Рэймондом Уоттсом из Англии. Не обошёл стороной Сакураи и сольную карьеру, в 2015 основав the MORTAL. Прозвища — «Аттян» и «Мао».

## Биография

### BUCK-TICK
Первоначально Ацуси был барабанщиком в «BUCK-TICK». Когда члены группы окончили среднюю школу и переехали в Токио, Ацуси был единственным, кто остался в Гумме. Затем он сделал предложение Toлл Ягами быть вокалистом в его группе «SP», но оно было отклонено. По иронии судьбы, он стал вокалистом «BUCK-TICK», после того как из группы ушёл Араки, а Толл стал их барабанщиком.
BUCK-TICK выпустили на своем мейджор-лейбле дебютный альбом «Sexual XXXXX!» через Victor Entertainment в 1987 году. Их сингл 1988 год «Just One More Kiss» ознаменовал их прорыв, достигнув шестой строчки в чарте синглов Oricon. В следующем году их четвёртый студийный альбом «TABOO» занял первое место, и они впервые выступили в Tokyo Dome. В 1990 году сингл «Aku no Hana» и одноимённый альбом достигли первого места в соответствующих чартах. BUCK-TICK продолжали добиваться успеха более 30 лет, поскольку почти все их последующие альбомы попадали в первую десятку чарта Oricon. Сюда входит «異空 -Izora-» 2023 года выпуска, их двадцать третий студийный альбом и последний с участием Сакураи.
Его фамилия была написана с первых кандзи как «桜» (Сакура), но когда его мать умерла в 1990 году, он сменил её на старую версию «櫻». Он также написал песню «Long Distance Call» о смерти его матери. В 1991 году он женился на стилистке «BUCK-TICK», но через год развёлся. У них есть один ребёнок. Его сыном является Харука Тоно (род. 22.08.1991) — японский писатель, лауреат премии Акутагавы. Вновь женился в 2004 году.
На протяжении долгой карьеры в «BUCK-TICK» он написал большинство текстов к их песням. Он также выступал с Der Zibet, Shishunki II и Kaikoteki Mirai — Nostalgic Future, Issay’s Flowers, PIG’s Wrecked, Масами Цутия Mori no Hito ~Forest People~ и Тиаки Курияма Circus.

### Соло
В 2004 году Ацуси выпустил свой первый сольный альбом «Планета любви» (яп. 愛の惑星 Ай но Вакусэй), в котором были представлены композиции, написанные такими музыкантами, как Уэйн Хасси («The Sisters of Mercy»), Джим Тёрлуэлл (Fetus), Cube Juice, My Way My Love, Raymond Watts, Cloudchair (Jake of Guniw Tools), Масами Цутия, и ремейк песни 1992 года, где он сотрудничал с Clan of Xymox.
В 2004 году дебютировал в короткометражном фильме Рюхэя Китамура «Лонгин». В 2004 году он выпустил книгу своей поэзии и лирики под названием Yasou (яп. 夜想, "Ноктюрн").
В 2015 году он объявил о создании своего второго сольного проекта, группы The Mortal. В состав группы входят гитарист Jake Cloudchair, гитарист Юкио Мурата (My Way My Love), басист Кэн Миё (M-Age) и барабанщик Такахито Акияма (Downy). 14 октября был выпущен мини-альбом «Spirit», в ноябре у них состоялся трехдневный тур. 11 ноября 2015 года был выпущен полноформатный альбом «I’m Mortal».

### Смерть
19 октября 2023 года во время концерта Ацуси Сакураи был доставлен в больницу из-за плохого самочувствия. По словам присутствующих, ему нездоровилось во время исполнения первой песни «Scarecrow», он сел исполнять вторую, «Boy Septem Peccata Mortalia», а затем персонал увел его со сцены после третьей песни «Zekkai».
В 23:09 того же дня, как указывается в том числе на официальном сайте группы (причём по данным одной статьи, в 23:19) того же дня он скончался от кровоизлияния в мозг в возрасте 57 лет. Все статьи с информацией о его смерти появились только в день публикации объявления о его смерти на сайте группы BUCK-TICK, а именно 24 октября. Смерть произошла вскоре после того, как Сакураи отменил первый день фан-клубного мероприятия «BUCK-TICK FISH TANKer’s ONLY 2023», запланированного в KT Zepp Yokohama в Канагава, из-за проблем со здоровьем. Эту информацию подтвердили в нескольких источниках, включая официальный сайт группы BUCK-TICK.

## Дискография
Синглы
- «Sacrifice» (May 26, 2004), Oricon Singles Chart Peak Position: #25[17]
- "Taiji/Smell" (яп. 胎児/SMELL, "Embryo/Smell") July 21, 2004 #22[17]
- "Wakusei -Rebirth-" (яп. 惑星-Rebirth-, "Planet -Rebirth-") February 23, 2005 #62[17]

Альбомы
- Ai no Wakusei (яп. 愛の惑星, "Planet of Love") June 23, 2004, Oricon Albums Chart Peak Position: #15[18]

DVD
- Лонгин (25 августа 2004 года, короткометражный фильм), Oricon DVDs Chart Peak Position: #16[19]
- -Explosion- Ai no Wakusei Live 2004 (яп. -EXPLOSION -愛の惑星Live2004, December 16, 2004) #47[19]

С The Mortal
- Spirit (October 14, 2015) #11[20]
- I am Mortal (November 11, 2015) #12[20]

С Buck-Tick

## Книги
- Yasou (яп. 夜想, "Nocturne") 14 июля 2004
- Sacrifice (20 июля 2004)